# 507 (numero)
Cinquecentosette (507) è il numero naturale dopo il 506 e prima del 508.

## Proprietà matematiche
- È un numero dispari.
- È un numero composto con 6 divisori: 1, 3, 13, 39, 169, 507. Poiché la somma dei suoi divisori (escluso il numero stesso) è 225 < 507, è un numero difettivo.
- È un numero palindromo nel sistema di numerazione posizionale a base 12 (363).
- È parte delle terne pitagoriche (195, 468, 507), (357, 360, 507), (507, 676, 845), (507, 1040, 1157), (507, 3276, 3315), (507, 9880, 9893), (507, 14276, 13285), (507, 42840, 42843), (507, 128524, 128525).

## Astronomia
- 507 Laodica è un asteroide della fascia principale del sistema solare.
- NGC 507 è una galassia lenticolare della costellazione dei Pesci.

## Astronautica
- Cosmos 507 è un satellite artificiale russo.

## Telecomunicazioni
+507 è il prefisso telefonico internazionale di Panama.